# Puchar Włoch w piłce nożnej (1992/1993)
Puchar Włoch 1992/93 – 46 edycja rozgrywek piłkarskiego Pucharu Włoch.

## Półfinały
- AS Roma - A.C. Milan 2:0 i 0:1
- A.C. Torino - Juventus F.C. 1:1 i 2:2

## Finał
- 12 czerwca 1993, Turyn: A.C. Torino - AS Roma 3:0
- 19 czerwca 1993, Rzym: AS Roma - A.C. Torino 5:2